# Loricaria nimairaco
Loricaria nimairaco — вид сомоподібних риб з роду лорікарія родини лорікарієвих. Описаний у 2023 році.

## Назва
Видова назва nimairaco [nɨmáìraco] мовою уїтото-муїнане з Перу означає «будинок мудрої людини». Назва вшановує покійного колумбійського іхтіолога Хосе Івана Мохіку, професора Інституту природничих наук Національного університету Колумбії. Його внесок у колумбійську іхтіологію дозволив просунутися в охороні риб і річок країни, таких як Амазонка, річка, яка завжди була домом для мудрих.

## Поширення
Ендемік Колумбії. Поширений у верхньому басейні Амазонки.

## Опис
Loricaria nimairaco можна відрізнити від усіх родичів за наступною комбінацією ознак: верхня частина голови до початку спинного плавця з рівномірним чорним або темно-коричневим забарвленням або наявністю двох поздовжніх смуг від кінчиків морди до початку спинного плавця, без поперечних смуг або плям (в інших видів спинна частина без забарвлення, з плямами, з поперечними смугами або з темною поперечною смугою, що досягає носа та кінчика морди); черевні пластинки щільно з'єднані й повністю покривають серединний черевний простір і грудний пояс (проти нещільно з'єднаних, ізольовано або неповністю покривають грудний пояс в інших видів, за винятком видів із групи Loricaria cataphracta); наявностю повністю чорних або темно-коричневих спинних і грудних плавців, без смуг, плям або вкраплень (проти спинних і грудних плавців гіалінового кольору або з темними смугами, плямами чи вкрапленнями).